# Konstantin von Bertram

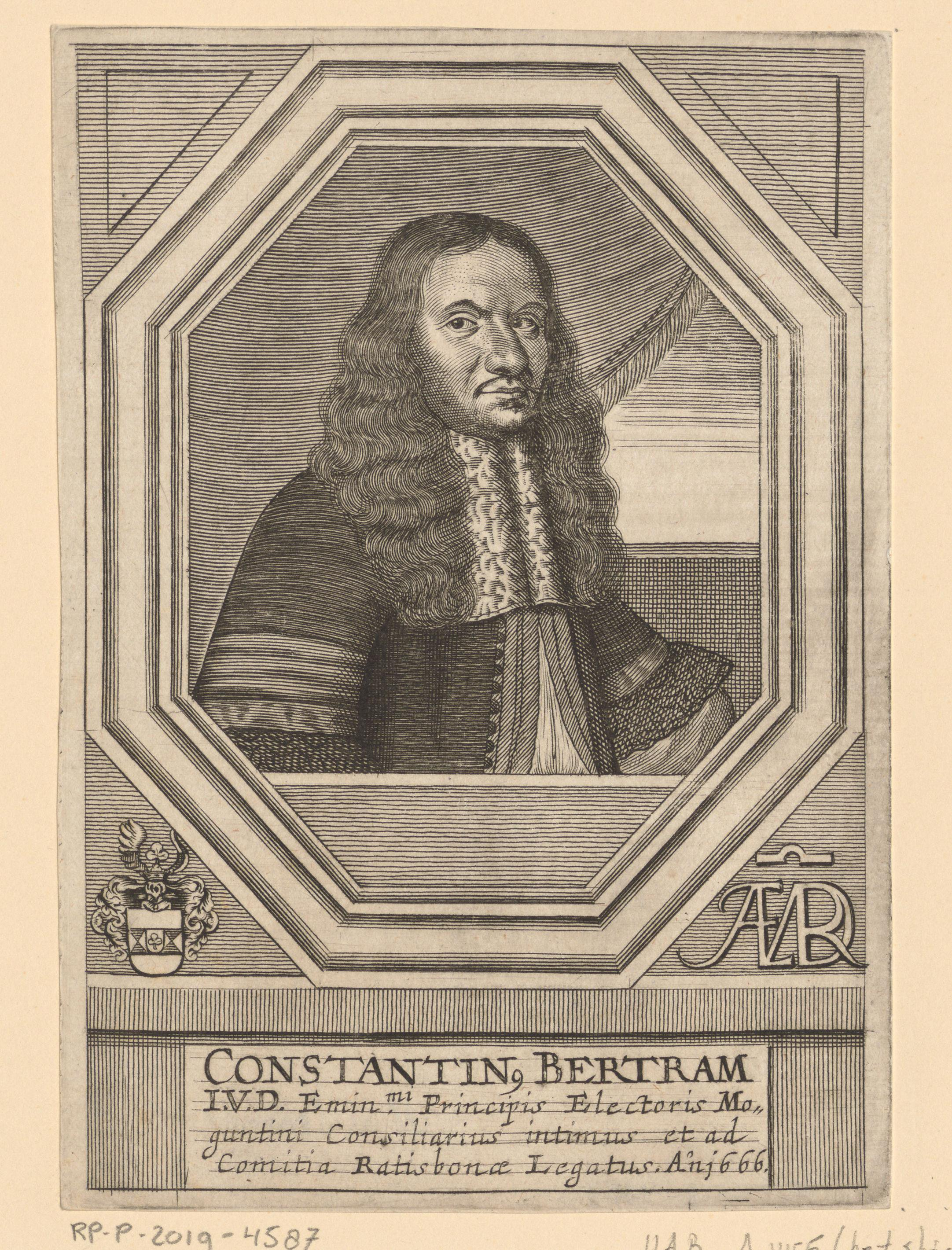
Konstantin von Bertram, Kupferstich von Matias van Somer

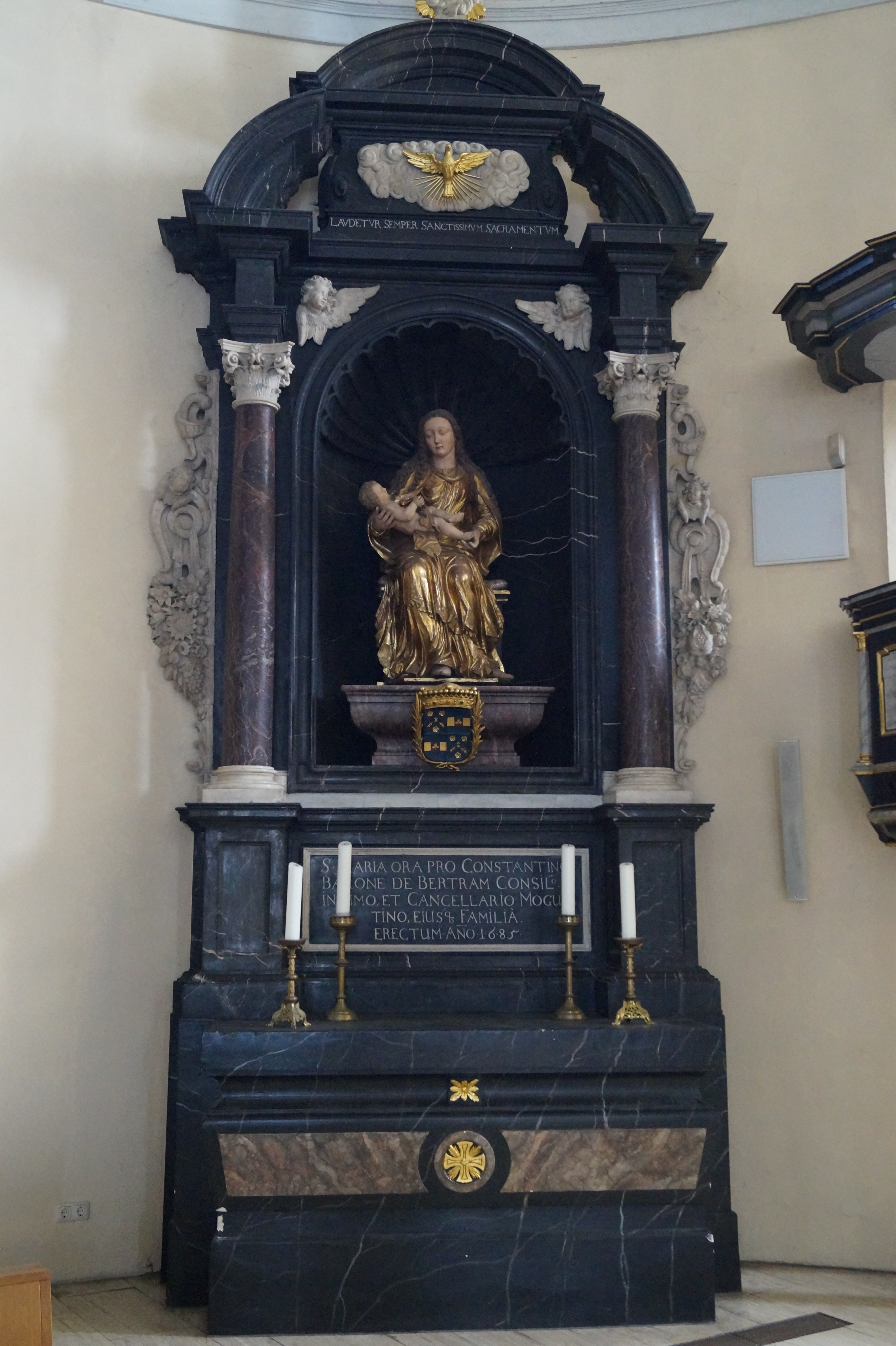
Der von Konstantin von Bertram ins Kloster Eberbach gestiftete Sakramentsaltar von 1685

Konstantin von Bertram (* 1614 oder 1615 in Kleve; † 19. Februar 1693 in Wien) war kurmainzischer Geheimer Rat und Kanzler.

## Leben
Konstantin Bertram stammte aus burgundischem Geschlecht und wurde 1614 oder 1615 in Kleve geboren. Seine Brüder waren Ignaz, Kanoniker in Lübeck, Wilhelm Heinrich, Dechant des Stifts St. Martinus in Kerpen, Franz Winand, Geheimer Reichssekretär und Raban Hermann, Geheimer Sekretär der Reichskanzlei. Er war verheiratet und hatte vermutlich eine Tochter Margaretha und zwei Söhne Hermann Adolf (* um 1655) und Willibald Joseph (* um 1665 in Regensburg).
Konstantin Bertram studierte Rechtswissenschaft und nach seiner Promotion fand er wahrscheinlich zunächst eine Anstellung im Herzogtum Pfalz-Neuburg. Später war er Syndikus des Domkapitel Worms. Vom 19. Januar 1663 bis 6. Mai 1663 war er Wormser Gesandte für den Reichstag zu Regensburg. Ein Jahr später vom 11. Mai 1664 bis 14. Juli 1665 vertrat er Kurmainz auf dem Reichstag. Außerdem war er von 1664 bis 1666 Reichsdirektor.
Durch Bertram wurden Äußerungen von Johann Christian von Boyneburg gegen den Kurfürst und Erzbischof Johann Philipp von Schönborn bekannt, was zu dessen Entlassung führte. Konstantin Bertram hingegen wurde 1666 Vizekanzler und 1670 Kanzler von Kurmainz. Als Johann Philipp von Schönborn am 12. Februar 1673 starb, trat Lothar Friedrich von Metternich-Burscheid die Nachfolge an. Er ernannte Quirin Merz von Quirnheim als sein Kanzler. Nach von Metternich-Burscheids Tod am 3. Juni 1675 wurde Damian Hartard von der Leyen Mainzer Kurfürst und Erzbischof und setzte wieder Konstantin Bertram in das Amt des Kanzlers.
Bertram nahm 1678 bei der Wahl in Fulda teil, bei der Placidus von Droste zum Fürstabt von Fulda gewählt wurde. 1685 stiftete er einen Sakramentsaltar im Kloster Eberbach. Dieser befindet sich heute in der Kirche St. Dionysius in Kelkheim-Münster. Ab 1679 diente er Kurfürst Anselm Franz von Ingelheim als Kanzler. Am 2. Mai 1686 wurde Konstantin Bertram in den Freiherrnstand mit großem Palatinat erhoben und nannte sich von nun an Konstantin von Bertram.
Während des Pfälzischen Erbfolgekriegs belagerten die französischen Truppen Ludwig XIV. am 17. Oktober 1688 Mainz. Da die angreifende Truppe 60.000 Mann stark war und die Verteidiger nur 700 Mann aufbringen konnten übergab man die Stadt kampflos. Schon etwa ein Jahr später am 6. September 1689 konnte Mainz zurückerobert werden. Nach der Besetzung warf man Konstantin von Bertram und Christoph Rudolf von Stadion, der für die Zeit der Besatzung Anselm Franz von Ingelheim in seinem Amt vertreten hatte, eine frankreichfreundliche Haltung vor. Von Bertram wurde nach Wien beordert. Man warf ihm auch zusammen mit dem Mainzer Münzmeister Ulrich Burkhard Willerding, dem Mainzer oder Frankfurter Juden Jakob zum Rost und dem Mainzer Kaufmann Jakob Brentano Münzverbrechen vor.
Er starb am 19. Februar 1693 in Leopoldstadt und wurde dort in der Barmherzigenkirche beigesetzt. Der Reichshofrat ließ sein Erbe an Konstantins Witwe aushändigen.